# Rai Isoradio
Rai Isoradio é um serviço de rádio de aconselhamento rodoviário italiano dedicado a entregar relatórios de tráfego atualizados (conhecido como Onda Verde) e relatórios meteorológicos fornecidos pela Aeronautica Militare, anúncios de serviço público de vários governos e organizações públicas, informações ferroviárias das Ferrovie dello Stato Italiane, boletins informativos do GR1, TG3 e música.
Em colaboração com Autostrade per l'Italia e Autostrada dei Fiori, Rai Isoradio cobre todas as autoestradas italianas (principalmente em 103,3 MHz). Durante a noite (0h30-5h30 , conhecido como Isonotte), a rede também transmite música italiana independente ininterrupta (interrompida por informações de trânsito a cada 30 minutos).